# Приветов
Приве́тов (укр. Привітів) — село на Украине, основано в 1585 году, находится в Любарском районе Житомирской области.
Код КОАТУУ — 1823186001. Население по переписи 2001 года составляет 1118 человек. Почтовый индекс — 13110. Телефонный код — 4147. Занимает площадь 18,543 км².

## Адрес местного совета
13110, Житомирская область, Любарский р-н, с. Приветов, ул. Октябрьская, 1